# 満願寺 (横須賀市)
満願寺（まんがんじ）は、神奈川県横須賀市にある臨済宗建長寺派の寺院。

## 歴史
鎌倉時代初期、佐原義連の開基である。義連は衣笠城合戦で討死した三浦義明の子である。義連は佐原城を居城としていたことから彼の末裔は佐原氏を称することになった。
当寺には観音菩薩・地蔵菩薩・不動明王・毘沙門天の像がある。そのうち前者2体は国の重要文化財に指定されている。かつては観音堂に安置されていたが、現在は宝物庫の中に入っている。拝観する場合は予約が必要である。
境内には、松尾芭蕉の「まづたのむ 椎の木もあり 夏木立」の句碑がある。

## 文化財
- 木造菩薩立像（重要文化財 昭和47年5月30日指定）[4]
- 木造地蔵菩薩立像（重要文化財 昭和47年5月30日指定）[5]
- 木造不動明王立像（横須賀市指定重要有形文化財 昭和48年1月10日指定）[6]
- 木造毘沙門天立像（横須賀市指定重要有形文化財 昭和48年1月10日指定）[7]
- 磨崖仏（横須賀市指定史跡 昭和40年11月18日指定）[8]
- 伝佐原義連廟所（横須賀市指定史跡 昭和48年1月10日指定）[9]

## 交通アクセス
- 路線バス岩戸停留所より徒歩6分。